# Unendlich tief unten
Unendlich tief unten ist ein Fernsehfilm von Pete Ariel. Der als Kriminalfilm und Psychothriller eingeschätzte Film wurde am 27. September 1978 im Abendprogramm und erneut am 8. Oktober 1982 im Nachtprogramm der ARD gesendet.

## Handlung
Der labile Versicherungsangestellte Paul Montag, zu dessen Aufgaben die Überprüfung zweifelhafter Schadensfälle gehört, wird mit der Untersuchung des Todesfalles einer Magdalene Gard beauftragt. Die nur 28 Jahre alte Sportlerin starb mitten in einem Tennisturnier unter unklaren Umständen – angeblich an Herzversagen. Kurz vor ihrem Tod hatte sie eine unverhältnismäßig hohe Lebensversicherung in Höhe von 100.000 DM abgeschlossen, die jedoch nicht ihre Mutter, sondern eine rätselhafte Organisation namens „Cumulus“ erhält. Montag versucht die Hintergründe des Todes der Magdalene Gard und der sektenähnlichen Organisation aufzuklären. Dabei stellt er fest, dass es im Umfeld der Organisation weitere verdächtige Todesfälle gibt. Durch seine Ermittlungen wird er selbst zur Zielscheibe.

## Rezeption
Die Zeitschrift TV Today bezeichnete den Film als „ungewöhnliches, verzwicktes Verwirrspiel.“